# Ernst August von Hannover (1845–1923)

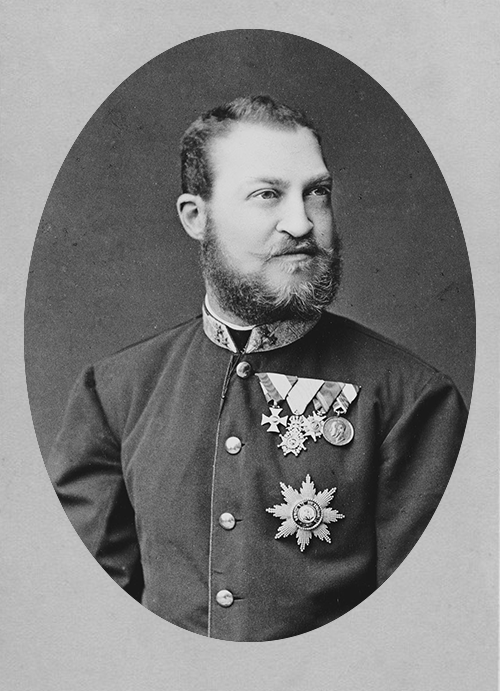
Ernst August, Kronprinz von Hannover in k.u.k. Oberstuniform mit dem Bruststern des St. Georgs-Ordens (1870er-Jahre)

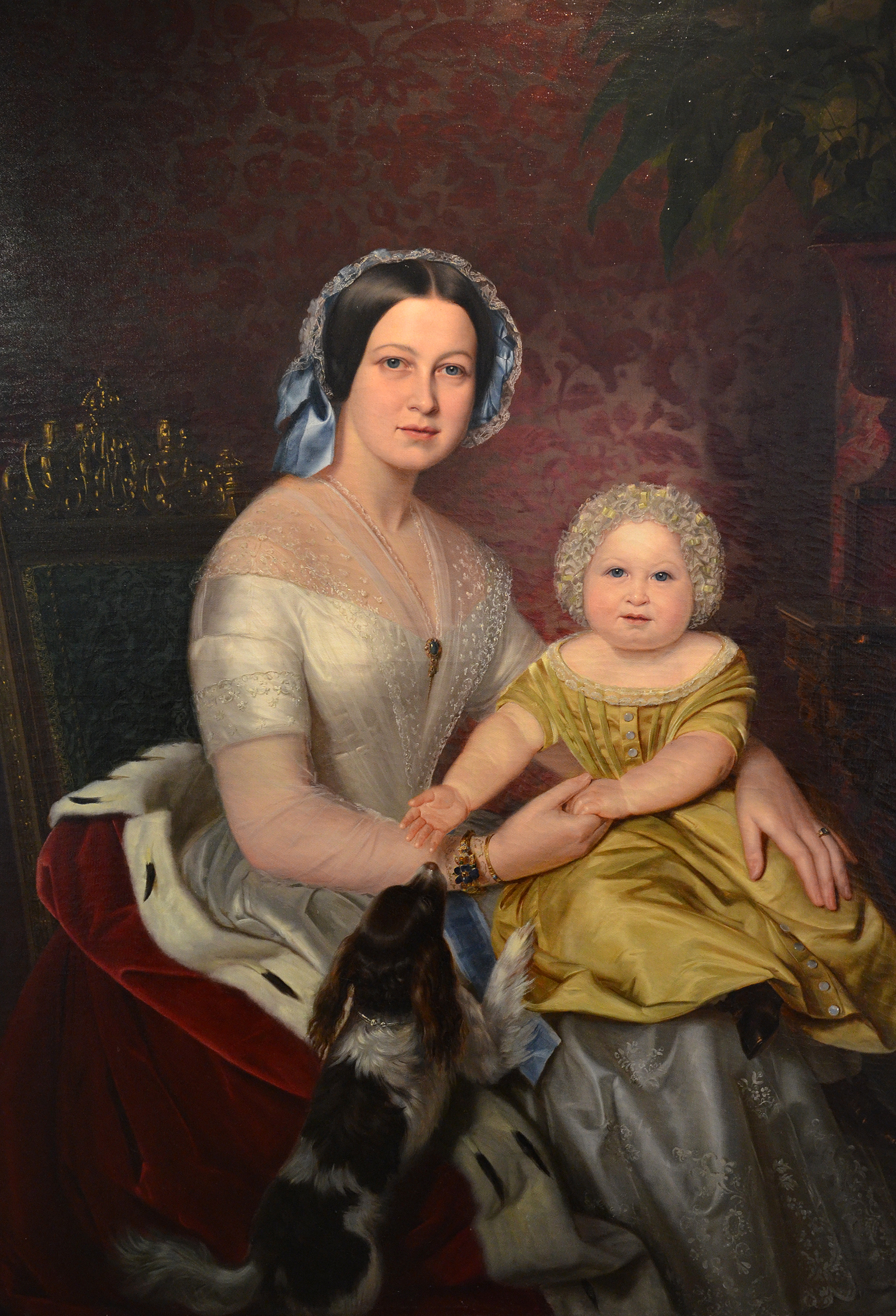
Ölgemälde des Hofmalers Carl Oesterley senior. Es zeigt „Marie, Königin von Hannover und Kronprinz Ernst August“ (um 1846). Eines von zahlreichen Exponaten im Diakoniekrankenhaus Henriettenstiftung in Hannover.

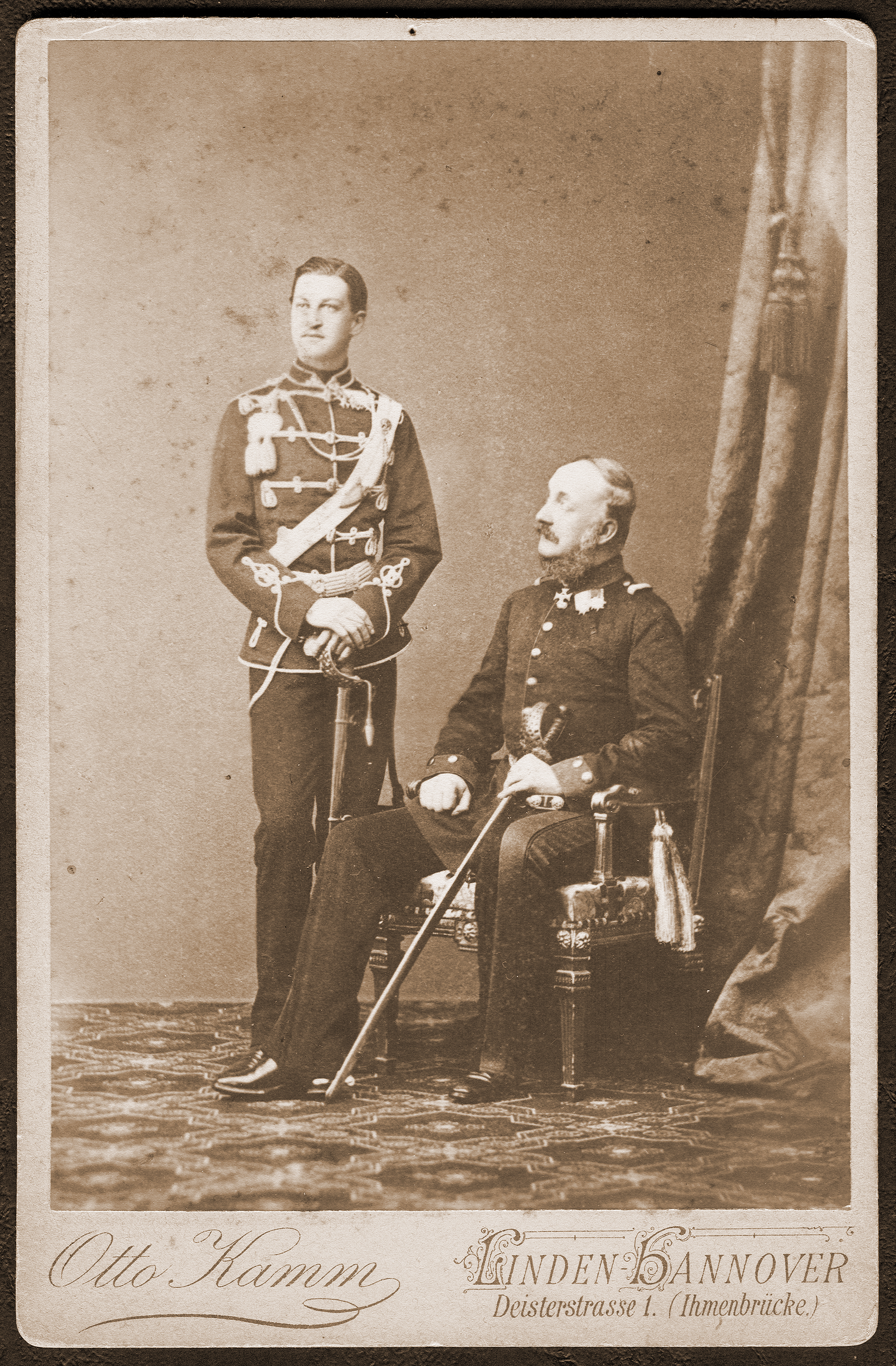
Der junge Kronprinz mit seinem Vater in den 1860er Jahren im Lindener Atelier von Otto Kamm

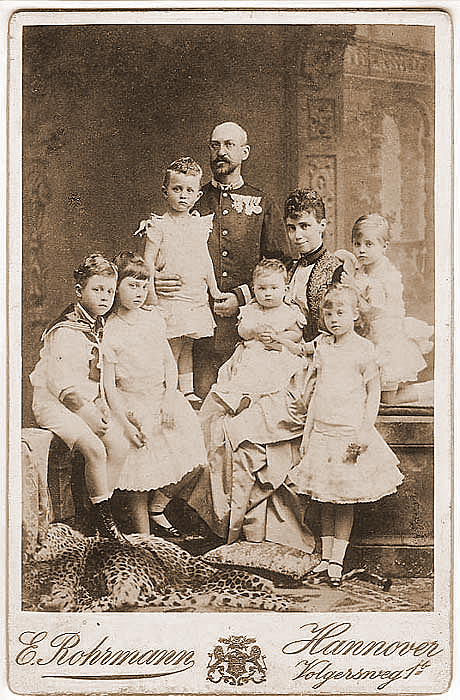
Ganz links der Erstgeborene Georg Wilhelm. Neben seinem Vater Ernst August (II.) von Hannover stehend, Prinz Christian von Hannover. Auf dem Schoß der Mutter Thyra von Dänemark, der jüngste Sohn Ernst August (III.)

Ernst August (II.) von Hannover (* 21. September 1845 in Hannover; † 14. November 1923 in Gmunden, Österreich) war der letzte Kronprinz des Königreichs Hannover. Er führte außerdem die Titel Prinz von Großbritannien und Irland, Prinz von Hannover, Herzog von Braunschweig-Lüneburg, 3. Duke of Cumberland and Teviotdale und 3. Earl of Armagh.

## Leben

### Kindheit und Jugend

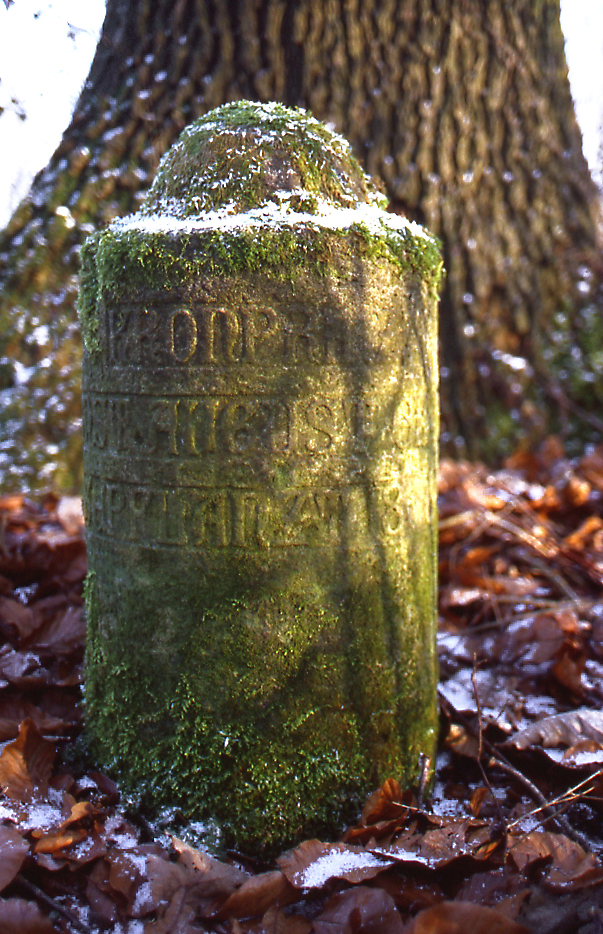
Denkmal an der Ernst-August-Eiche im Wald von Schloss Marienburg. Die Inschrift lautet: Kronprinz Ernst-August – Gepflanzt 1866.

Ernst August Wilhelm Adolph Georg Friedrich war der einzige Sohn des blinden Königs Georg V. von Hannover (1819–1878) und der Prinzessin Marie von Sachsen-Altenburg (1818–1907). Er wurde während der Regentschaft seines Großvaters König Ernst August I. von Hannover im Fürstenhof in Hannover, dem damaligen Wohnsitz des Kronprinzen, geboren und wurde nach dessen Tod und der Thronbesteigung seines Vaters im November 1851 Kronprinz. Die Kronprinzenwache wurde für ihn errichtet. Nach der Annexion des Königreichs Hannover durch preußische Truppen 1866 und der Entthronung seines Vaters folgte er diesem ins österreichische Exil.

### Exil in Österreich
König Georg hatte in Wien zunächst in der Villa Hügel in Hietzing, die seinem Vetter, dem braunschweigischen Herzog Wilhelm, gehörte, Unterschlupf gefunden; sie lag in der Nähe vom Schloss Schönbrunn. 1868 erwarb er mehrere Gebäude in Penzing, die er zu einem Palais umbauen ließ, das unter seinem Sohn Ernst August den Namen Palais Cumberland erhielt. Dieses diente fortan der Familie als Wohnsitz in Wien. Kaiser Franz Joseph I. ernannte Ernst August zum österreichischen Obersten, doch tat der Prinz keinen aktiven Dienst. Am Wiener Hof stand das hannoversche Königshaus in hohen Ehren, zumal es seinen Thron aus Bündnistreue zu Österreich verloren hatte. Bei den Hofbällen führte der Kaiser oft – in Abwesenheit der Kaiserin – beim Cortège die von ihm sehr verehrte Herzogin Thyra von Cumberland. Auch wurden Ernst August und seine Gemahlin regelmäßig zu den sonntäglichen Familiendiners der kaiserlichen Familie hinzugeladen.
Im Frühjahr 1868 kam die Königsfamilie von Hannover ebenso wie der österreichische kaiserliche Hof von Wien auf Kur in das Salzkammergut. Sie nahm Aufenthalt in der Villa Redtenbacher bei Gmunden, wo sich Kronprinz Ernst August später dauerhaft niederließ. Bei Grünau im Almtal erwarb er vom Freiherrn von Lagna 1873 ein ganzes Tal mit ausgedehntem Forstbesitz als Jagdrevier von 40.000 ha. Er war ein passionierter Weidmann. Bei seinen Sommeraufenthalten in der Kaiservilla Bad Ischl besuchte Franz Joseph stets auch die Familie Cumberland in Gmunden.
In Gmunden wurde am 15. Juni 1882 mit dem Bau von Schloss Cumberland begonnen, das als Exilresidenz im neugotischen Tudorstil errichtet wurde. Der aus Hannover stammende Architekt Ferdinand Schorbach wurde mit der Planung beauftragt. Am 15. September 1886 wurde das neuerbaute Schloss bezogen, das bis zum Tod Ernst Augusts 1923 ständig von ihm und seiner Familie bewohnt wurde.

### Thronerbe
Als König Georg V. am 12. Juni 1878 in Paris starb, folgte ihm Kronprinz Ernst August als Duke of Cumberland und Teviotdale nach, und Königin Viktoria ernannte ihn zum Knight Companion des Hosenbandordens (1. August 1878).
Obwohl Prinz von Großbritannien und Irland, General der britischen Armee und österreichischer Offizier, betrachtete sich Ernst August immer als exilierter deutscher Monarch. Auch nach dem Tod des Vaters versöhnte er sich nicht mit Preußen. Vielmehr wahrte er in einem an die Mächte und Höfe gerichteten Schreiben, datiert Gmunden 11. Juli 1878, alle seine Rechte auf das Königreich Hannover und erklärte, bis zur Verwirklichung derselben den Titel eines Duke of Cumberland and Teviotdale und Herzogs zu Braunschweig und Lüneburg mit dem Prädikat „Königliche Hoheit“ führen zu wollen. Dadurch wurde ihm die Rückgabe des Welfenfonds von Preußen verweigert.

### Heirat und Nachkommen
Am 22. Dezember 1878 heiratete Ernst August in Kopenhagen Prinzessin Thyra von Dänemark, die jüngste Tochter König Christians IX. von Dänemark und Schwester des späteren dänischen Königs Friedrich VIII., der späteren britischen Königin Alexandra, der russischen Zarin Maria Fjodorowna und des Königs von Griechenland, Georg I. Aus der Ehe gingen sechs Kinder hervor:
- Marie Luise (1879–1948) ⚭ 1900 Prinz Max von Baden, letzter Reichskanzler des deutschen Kaiserreiches
- Georg Wilhelm (1880–1912), starb bei einem Autounfall im Wald bei Nackel in Brandenburg[2]
- Alexandra (1882–1963) ⚭ 1904 Großherzog Friedrich Franz IV. von Mecklenburg-Schwerin
- Olga (1884–1958), blieb unverheiratet und lebte bis zu ihrem Tod im Jagdschloss Hubertihaus bei Gmunden
- Christian (1885–1901), starb an einer unbehandelten Blinddarmentzündung in Gmunden
- Ernst August (1887–1953), regierender Herzog von Braunschweig, ⚭ 1913 Prinzessin Viktoria Luise von Preußen, einzige Tochter Kaiser Wilhelms II.

### Herzogtum Braunschweig
Als am 18. Oktober 1884 Ernst Augusts entfernter Cousin, Herzog Wilhelm von Braunschweig-Wolfenbüttel, ohne direkte Erben starb, meldete Ernst August als Haupt des Welfenhauses seine Ansprüche auf das Herzogtum Braunschweig an.
Er erklärte, das Land gemäß der deutschen Reichsverfassung regieren zu wollen. Da er auf seine Ansprüche auf das Königreich Hannover nicht verzichtete, sondern in einem Brief an Königin Viktoria schon 1878 erklärt hatte, dass seine Anerkennung der Reichsverfassung keineswegs die Aufgabe seiner hannoverschen Erbansprüche bedeute, gab der deutsche Bundesrat auf Antrag und nach massivem Druck Preußens am 2. Juli 1885 bekannt, dass die Regierung des Duke of Cumberland and Teviotdale in Braunschweig mit den Grundprinzipien der Bundesverträge und der Reichsverfassung nicht vereinbar sei.
Im Herzogtum Braunschweig selbst entschied sich der zwischenzeitlich regierende Regentschaftsrat unter der Leitung von Staatsminister Hermann Graf von Görtz-Wrisberg für die Lösung, dem preußischen Prinzen Albrecht die Regentschaft anzutragen, die dieser auch annahm.

### Entspannung mit den Hohenzollern

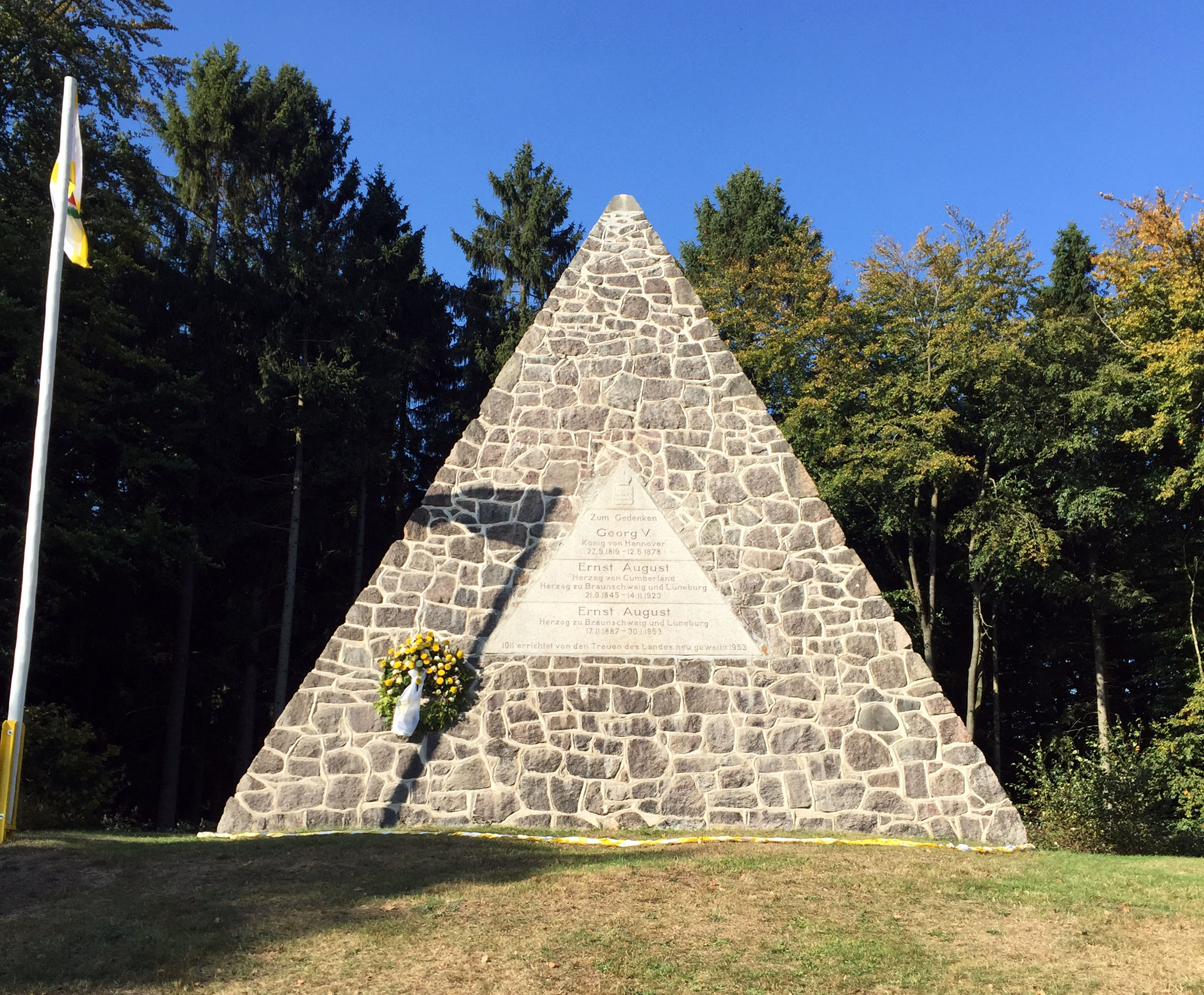
Fürstendenkmal Langenrehm, unter anderem für Ernst August

Zu einer Entspannung der Politik Ernst Augusts mit den Hohenzollern kam es erst kurz vor Beginn des Ersten Weltkrieges. Am 24. Mai 1913 heiratete sein jüngster Sohn Ernst August (III.) die einzige Tochter Kaiser Wilhelms II., Viktoria Luise. Er verzichtete im Oktober 1913 zugunsten seines Sohnes auf die Ansprüche auf das Herzogtum Braunschweig, der somit am 1. November 1913 regierender Herzog von Braunschweig wurde, sein Herzogtum allerdings – wie alle deutschen Fürsten – als Folge des Ersten Weltkriegs im November 1918 wieder verlor. Wilhelm II. ernannte Ernst August (d. Ä.) zum Ritter des Schwarzen Adlerordens.

### Bruch mit Großbritannien
Der Erste Weltkrieg führte zum Bruch zwischen dem britischen Königshaus und ihren hannoverschen Cousins. Da Ernst August auf deutsch-österreichischer Seite stand und daher „Waffen gegen England trug“, wurde er aus dem Hosenbandorden und aus der britischen Armee ausgeschlossen. Darüber hinaus wurden ihm seine britischen Adelstitel und -rechte am 28. März 1919 aberkannt, wobei der Titles Deprivation Act 1917 dafür die rechtliche Grundlage bildete. Außer Ernst August als Duke of Cumberland und Teviotdale, Earl of Armagh und Prinz von Großbritannien und Irland waren von diesem Gesetz drei weitere Personen betroffen: Herzog Carl Eduard von Sachsen-Coburg und Gotha als Duke of Albany, Earl of Clarence, Baron Arklow und Prinz von Großbritannien und Irland, ferner Herzog Ernst August (III.) von Braunschweig-Lüneburg als Prinz von Großbritannien und Irland sowie außerdem Heinrich Graf von Taaffe als 12. Viscount Taaffe of Corren and Baron of Ballymote. Gemäß dem Titles Deprivation Act haben die männlichen Erben dieser Personen das Recht, die britische Krone um ihre Wiedereinsetzung in diese Titel zu bitten, doch haben sie davon bisher keinen Gebrauch gemacht.

### Lebensabend und Tod

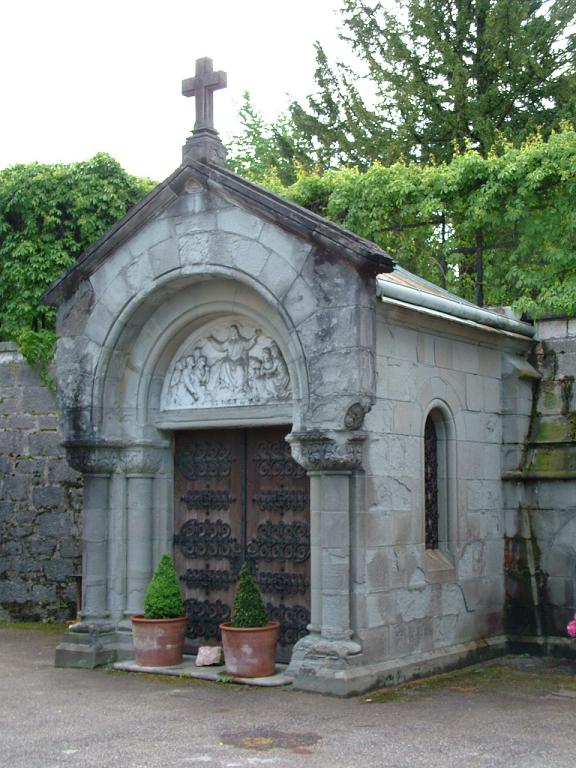
Zugangsbau zum Mausoleum von Schloss Cumberland in Gmunden, in dem auch Ernst August von Hannover (1845–1923) bestattet ist

Seinen Lebensabend verbrachte der ehemalige Kronprinz von Hannover und vormalige Duke of Cumberland and Teviotdale im von ihm erbauten Schloss Cumberland in Gmunden in Oberösterreich, wo er am 14. November 1923 starb. Er wurde im Mausoleum von Schloss Cumberland in Gmunden beigesetzt.
Schon im Jahr 1894 wurde in Wien-Penzing (14. Bezirk) die Cumberlandstraße nach ihm benannt.